# Mieczysław Michalik

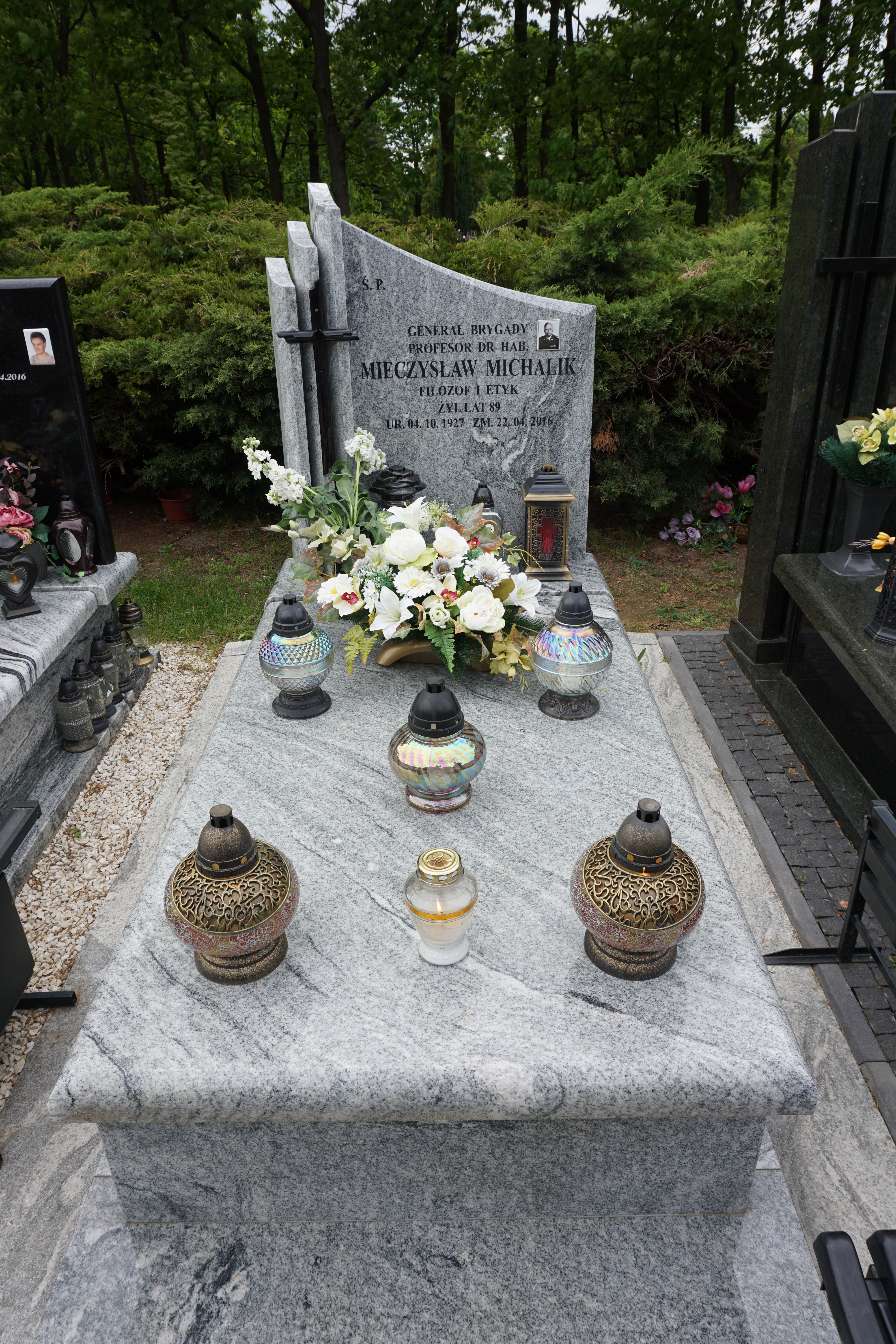
Grób Mieczysława Michalika na cmentarzu Komunalnym Północnym

Mieczysław Michalik (ur. 4 października 1927 we wsi Ostrawa-Michałkowice w Czechosłowacji, zm. 22 kwietnia 2016 w Warszawie) – generał brygady LWP, oficer polityczny, zastępca szefa Głównego Zarządu Politycznego WP, działacz PZPR, filozof, etyk, profesor nauk humanistycznych.

## Życiorys
Syn Jana, górnika i Marii z domu Zawada. W 1933 rozpoczął naukę w czeskiej szkole podstawowej. W 1934 przybył z rodziną z Czechosłowacji do Polski. Mieszkał w Jurkowie. Od 1940 pracował w gospodarstwie rolnym, w marcu 1943 został aresztowany przez Niemców i wywieziony na roboty przymusowe w kamieniołomach do Gruszewca, skąd zbiegł na początku 1944 i ukrywał się w Krakowie pracując pod przybranym nazwiskiem. W sierpniu 1945 podjął naukę w Gimnazjum Ogólnokształcącym i Liceum dla Dorosłych Towarzystwa Uniwersytetu Robotniczego. Jednocześnie pracował zarobkowo w Spółdzielni Pracy „Straż Przemysłowa” zajmującej się konwojowaniem transportów i ochroną obiektów. W lipcu 1948 zdał maturę i zamierzał podjąć studia, jednak we wrześniu 1948 został powołany do służby wojskowej i skierowany do Szkolnej Kompanii Oficerów Rezerwy nr 3 w Gdańsku, a następnie kształcił się w Oficerskiej Szkoły Piechoty nr 2 w Jeleniej Górze. Szkołę ukończył z wyróżnieniem i 9 września 1949 został promowany na stopień podporucznika w korpusie oficerów piechoty. Po promocji został instruktorem młodzieżowym, a następnie instruktorem propagandy i nieetatowym wykładowcą historii Polski i filozofii w Oficerskiej Szkole Artylerii Przeciwlotniczej w Koszalinie. W latach 1952–1955 studiował w Akademii Wojskowo-Politycznej w Warszawie, którą ukończył w lipcu 1955 z wyróżnieniem. Po zakończeniu studiów pozostał w akademii, która od 1958 nosiła nazwę Wojskowej Akademii Politycznej im. Feliksa Dzierżyńskiego i był asystentem, starszym asystentem i adiunktem w Katedrze Filozofii tej uczelni. W maju 1958 ukończył studia na Wydziale Filozofii Uniwersytetu Warszawskiego.
W latach 1970–1972 kierował Zakładem Filozofii w Katedrze Filozofii WAP, a 1972–1973 był komendantem (dziekanem) Wydziału Pedagogiczno-Politycznego WAP. W 1963 został doktorem filozofii na Uniwersytecie Warszawskim, a 6 czerwca 1972 uzyskał tytuł naukowy doktora habilitowanego w dziedzinie filozofii nadany uchwałą Rady Wydziału Filozofii Uniwersytetu Warszawskiego. Równolegle do pracy w Wojskowej Akademii Politycznej w latach 1963–1965 wykładał filozofię i etykę na UW, w latach 1965–1967 na Politechnice Warszawskiej, a od 1967 do 1974 w Wyższej Szkole Nauk Społecznych przy KC PZPR w Warszawie. W latach 1977–1978 był wyjazdowym profesorem Instytutu Filozofii Akademii Nauk ZSRR. Był także nieetatowym pracownikiem naukowo-badawczym Instytutu Badań Strategiczno-Obronnych Akademii Sztabu Generalnego Wojska Polskiego.
Od 1973 zastępca komendanta (prorektor) Wojskowej Akademii Politycznej im. Feliksa Dzierżyńskiego ds. naukowych. 12 lipca 1974 Rada Państwa nadała mu tytuł profesora nadzwyczajnego nauk humanistycznych, a 9 kwietnia 1982 profesora zwyczajnego nauk humanistycznych. W 1984 został zastępcą szefa Głównego Zarządu Politycznego WP do spraw szkolnictwa wojskowego. 3 października 1986 uchwałą Rady Państwa mianowany generałem brygady; nominację wręczył mu 10 października 1986 w Belwederze przewodniczący Rady Państwa, Zwierzchnik Sił Zbrojnych PRL gen. armii Wojciech Jaruzelski. W latach 80. wchodził w skład Rady Redakcyjnej organu teoretycznego i politycznego Komitetu Centralnego PZPR Nowe Drogi. W latach 1987–1989 był członkiem Komisji Ekspertów ds. Edukacji Narodowej. Od 28 grudnia 1989 podczas posiedzenia Rady Naukowej WAP przejął od gen. dyw. Władysława Polańskiego obowiązki komendanta – rektora WAP. Funkcję tę sprawował do czasu rozwiązania uczelni 14 lipca 1990. Następnie przebywał w dyspozycji MON, a 20 maja 1991 przeszedł w stan spoczynku.
Po przejściu w stan spoczynku nadal pracował naukowo. W latach 1993–1998 był kierownikiem Katedry Etyki i Historii Filozofii Wydziału Humanistycznego Wyższej Szkoły Pedagogicznej w Olsztynie. Od lutego 1998 do czerwca 2000 był prorektorem Prywatnej Wyższej Szkoły Biznesu i Administracji w Warszawie, gdzie w 1999 zorganizował międzynarodową konferencję „Wyzwania moralne XXI wieku”. Od 2001 pracował w Wyższej Szkole Społeczno-Ekonomicznej w Warszawie, gdzie od 2005 był dziekanem Wydziału Pedagogicznego.
Członek Związku Walki Młodych (1945–1948), Związku Młodzieży Polskiej (1948–1950) i PZPR (od 1950). Delegat na VI Zjazd PZPR (1971). W grudniu 1985 wszedł w skład Zespołu do przygotowania "Tez Zjazdowych" na X Zjazd PZPR, który odbył się w lipcu 1986.

## Członkostwo w komitetach, towarzystwach i radach naukowych
- 1972–1989 członek Prezydium Komitetu Nauk Filozoficznych Polskiej Akademii Nauk
- 1984–1990 członek Komisji ds. Współpracy Naukowej w dziedzinie nauk społecznych PAN – Akademia Nauk ZSRR (1987–1990 wiceprzewodniczący Komisji)
- 1979–1989 członek Centralnej Komisji Kwalifikacyjnej ds. Kadr Naukowych przy Prezydium Rady Ministrów
- 1987–1989 członek Komisji Ekspertów ds. Edukacji Narodowej
- 1988–1990 członek Komitetu Nagród Państwowych
- 1986–1990 wiceprzewodniczący Międzyresortowej Komisji Oceny Badań Podstawowych
- 1977–1984 członek Rady Naukowej Instytutu Podstawowych Problemów Marksizmu-Leninizmu
- członek Rady Naukowej Wojskowego Instytutu Historycznego
- członek Rady Wyższego Szkolnictwa Wojskowego
- członek Rady Naukowej Instytutu Problematyki Przestępczości
- członek Rady Naukowej Instytutu Badań nad Młodzieżą
- członek Rady Redakcyjnych „Etyki”, „Studiów Filozoficznych”, „Dialectic and Humanism”
- 1970–1991 członek Międzynarodowego Towarzystwa Socjologicznego ISA
- członek władz polskiego oddziału Międzynarodowego Towarzystwa Uniwersalizmu
- członek Zarządu Głównego Stowarzyszenia Ateistów i Wolnomyślicieli (1965–1969)
- członek Prezydium Zarządu Głównego Towarzystwa Krzewienia Kultury Świeckiej (od 1969)
- członek władz Ogólnopolskiego Komitetu Pokoju, Narodowego Czynu Pomocy Szkole, Społecznego Komitetu Przeciwalkoholowego, Towarzystwa Kultury Świeckiej

## Dorobek naukowy
Uczestniczył w wielu międzynarodowych kongresach filozoficznych, etycznych i socjologicznych, m.in. w Filozoficznym w Warnie, Socjologicznych w Toronto, Uppsali, Delhi, Politologicznym w Moskwie, Czasu Wolnego w Brukseli. Uczestnik II (1973) i III (1985) Kongresu Nauk Polskiej, Kongresu Intelektualistów w Obronie Pokojowej Przyszłości Świata (1986). Uczestniczył w ponad stu krajowych i zagranicznych konferencjach naukowych. Autor około 100 referatów i komunikatów naukowych opublikowanych w pracach zbiorowych, w tym także w wydawnictwach obcojęzycznych. Współorganizator i uczestnik Ogólnopolskich Kongresów Filozoficznych (Lublin 1977, Kraków 1987, Toruń 1995). Brał także aktywny udział w Ogólnopolskim Kongresie Pedagogicznym (1977), Europejskim Seminarium Czerwonego Krzyża (1977), I Kongresie Demograficznym w Polsce (2001).
Autor kilkunastu książek naukowych, w tym „Moralność a wojna” (1972, Belgrad 1976), „Dialektyka procesów moralnych” (1973, Moskwa 1978). Autor ponad 300 publikacji naukowych i popularno-naukowych publikowanych w ogólnokrajowych periodykach naukowych, takich jak „Studia Filozoficzne”, „Etyka”, „Ruch Filozoficzny”, „Dydaktyka Szkoły Wyższej”, „Zeszyty Naukowe WAP”, „Prometeusz”, a także w czasopismach społecznych i kulturalnych (m.in. „Głos Nauczycielski”, „Radar”, „Oświata i Wychowanie”, „Problemy Alkoholizmu”). Był także autorem ponad dwustu różnych opracowań, sprawozdań, recenzji i haseł encyklopedycznych.

## Życie prywatne
Mieszkał w Warszawie. Od 1951 żonaty z Alicją, dwóch synów.

## Odznaczenia, nagrody i wyróżnienia
- Order Sztandaru Pracy II klasy (1989)
- Krzyż Oficerski Orderu Odrodzenia Polski (1982)
- Krzyż Kawalerski Orderu Odrodzenia Polski (1971)
- Złoty Krzyż Zasługi (1966)
- Srebrny Krzyż Zasługi (1959)
- Medal Komisji Edukacji Narodowej (1973)
- Medal 30-lecia Polski Ludowej (1974)
- Medal 40-lecia Polski Ludowej (1984)
- Złoty Medal „Siły Zbrojne w Służbie Ojczyzny” (1969)
- Srebrny Medal Siły Zbrojne w Służbie Ojczyzny
- Brązowy Medal Siły Zbrojne w Służbie Ojczyzny
- Złoty Medal Za zasługi dla obronności kraju (1974)
- Srebrny Medal Za zasługi dla obronności kraju
- Brązowy Medal Za zasługi dla obronności kraju
- Tytuł honorowy „Zasłużony Nauczyciel PRL” (1977)
- Odznaka „Zasłużony Działacz Kultury” (1975)
- Złoty Medal „Za Zasługi w Umacnianiu Przyjaźni PRL-ZSRR” (1987, TPPR)[6]
- Medal pamiątkowy Wojskowego Instytutu Historycznego(1987)[7]
- Wpis do Honorowej Księgi Czynów Żołnierskich (1973)
- laureat 10 nagród ministerialnych (zespołowych i indywidualnych), w tym nagrody Ministra Obrony Narodowej I stopnia za całokształt twórczości naukowej (1978)
- Nagroda „Trybuny Ludu” (1977)[8]